# Michael Stjernström
Sven Michael Stjernström, född 6 september 1961 i Spånga, är en svensk politiker (kristdemokrat), som mandatperioden 1994–1998 var riksdagsledamot för Stockholms kommuns valkrets. I riksdagen var Michael Stjernström suppleant i arbetsmarknadsutskottet, bostadsutskottet, finansutskottet, försvarsutskottet, justitieutskottet, konstitutionsutskottet, kulturutskottet, näringsutskottet med flera. Michael Stjernström är jur.kand.